# Abdulmajidia
Abdulmajidia – rodzaj roślin z rodziny czaszniowatych (Lecythidaceae).  Obejmuje od 2 do 5 gatunków występujących na Półwyspie Malajskim.

## Systematyka
W niektórych ujęciach rodzaj z rodziny czaszniowatych (Lecythidaceae) lub Barringtoniaceae, także włączany do rodzaju Barringtonia J. R. Forst. & G. Forst.
Wykaz gatunków
- Abdulmajidia chaniana Whitmore
- Abdulmajidia latiffiana El-Sherif
- Abdulmajidia maxwelliana Whitmore
- Abdulmajidia rimata (Chantar.) El-Sherif & Latiff
- Abdulmajidia zainudiniana El-Sherif & Latiff